# Eumecosoma ayala
Eumecosoma ayala là một loài ruồi trong họ Asilidae. Eumecosoma ayala được Kaletta miêu tả năm 1974. Loài này phân bố ở vùng Tân nhiệt đới.